# Bauhinia dubia
Bauhinia dubia är en ärtväxtart som beskrevs av Julius Rudolph Theodor Vogel. Bauhinia dubia ingår i släktet Bauhinia och familjen ärtväxter. Inga underarter finns listade i Catalogue of Life.